# كوم الحاصل
قرية كوم الحاصل هي إحدى القرى التابعة لمركز مغاغة بمحافظة المنيا في جمهورية مصر العربية. حسب إحصاءات سنة 2006، بلغ إجمالي السكان في كوم الحاصل 5235 نسمة، منهم 2728 رجلا و2507 امرأة.